# 태국의 대외 관계
태국은 아시아 다른 나라들과는 드물게 한번도 식민지 경험을 하지 않은 나라다. 1855년 보링 조약으로 영국에게 자유 무역항을 승인하고 영국인들에게 치외법권을 인정하였으나 프랑스와 영국 사이를 오가는 그네타기 외교에 성공함으로써 식민지의 경험을 피할 수 있었다.
제1차 세계 대전이 일어났을 때 태국의 여론은 친독일이었다. 일찍이 프랑스와 영국에는 많은 영토를 빼앗긴 적이 있었던 데 비해, 독일은 철도 개발에 도움을 주었고, 태국 영토에 야심을 보이지 않았기 때문이다. 라마 6세는 1914년 중립을 선포하고 전쟁이 종반에 이를 때까지 계속 중립입장을 고수하였다. 1917년 미국이 대독 선전포고를 하고 연합국 측의 승리가 확실해지자, 라마 6세는 독일과 오스트리아에 대하여 선전포고하였다. 이와 같은 형식적인 참전이 태국에게 막대한 이익을 가져왔다. 파리 강화 회의(1919년)가 열렸을 때 태국은 전승국의 입장으로 참가하고 국제 연맹의 창설과 함께 정회원국이 되어(1920년) 불평등조약을 갱신하는 계기가 되었다. 제1차 세계 대전 중의 태국 외교는 이중외교(dual diplomacy)이고, 주위 정세에 따라 유연히 흔들리는 대나무외교(bamboo diplomacy)였다. 역사적으로 소수 왕권의 군주제가 산재하므로 강대국으로는 인정받지 못하였으나 1930년을 기점으로 태국은 동남아시아의 나라 중 가장 잘 살고 국력이 강한 나라로 성장하였다.
현재의 외교는 반공을 기본노선으로 하며 동남아시아에서 유일하게 서구열강의 식민통치를 받지 않고 독립을 유지하였다. 제2차 세계대전 후 미국과 적극적으로 친밀관계를 맺어 많은 경제원조를 받았다. 그러나 공산국가들과도 돈독한 외교 관계를 유지하여 왔고, 동남아시아 지역 내의 정치적 영향력도 크다.
이웃한 캄보디아와는 프레아비히어 사원을 둘러싼 분쟁으로 갈등을 겪고 있다.

## 대한민국과의 관계

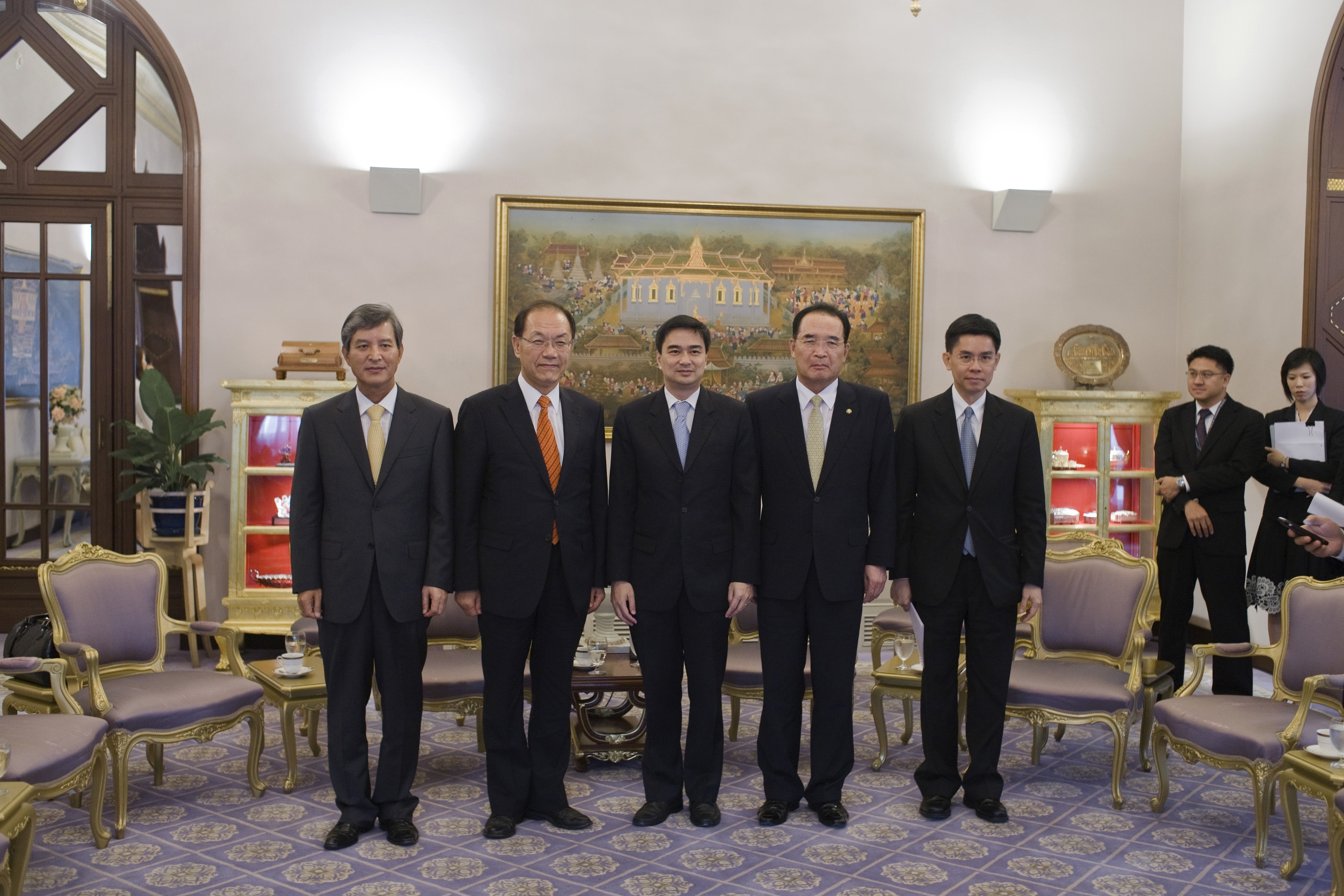
아피싯 웨차치와 태국 총리는 정해문 주태국 대한민국 대사를 접견하였다 (2010년).

태국과 대한민국의 관계는 고려 말에서 조선 초인 14세기로 거슬러 올라간다. 1391년, 1393년 두 차례에 걸쳐 당시 고려, 조선) 교역사절단을 파견했다. 1394년에는 조선의 사절단이 태국을 방문했다. 그러나 해로에 나타나는 해적 때문에 교류가 중단되었다.
태국은 1949년 9월, 대한민국을 국가 승인하였다. 단절되었던 양국관계는 1950년 태국정부가 3,650명의 태국 젊은이들을 유엔군의 일부로써 한국전쟁에 파견해 대한민국을 지원함으로써 재개되었다. 태국 육군은 129명의 사상자와 1,139명의 부상자를 냈다. 이와 같이 태국은 군대를 파견함으로써 반공전선에 적극 참여하여 친서방 진영임을 과시하였다. 전쟁이 끝난 후에도 대한민국에 1972년까지 주둔하였다. 1958년 10월에 양국은 수교하였다. 양국의 수도에 각각 대사관이 개설되어 있다. 대한민국의 대(對)태국 수출은 64억5977만USD, 태국의 대(對)대한민국 수출은 41억6878만USD(각 2010년)에 달하여, 태국은 대한민국에 있어서 제15위의 수출국, 제21위의 수입국이다.
태국을 방문하는 대한민국 국적 관광객이 70만명을 넘어서면서 양국간에 교류와 이해가 증진되고 있다. 1981년에 체결된 대한민국-태국 비자면제협정에 의거, 한국인은 관광 및 방문, 행사참여 등 영리 목적으로의 입국이 아닌 경우는 90일 무비자로 입국이 가능하다.

## 일본과의 관계
제2차 세계 대전 모든 동남아시아는 일본군에 점령당하였으며, 태국 남부까지 일본군에 점령당하는 수모를 겪었다. 일본과 태국 간에는 나리타 국제공항, 도쿄 국제공항 (이하 도쿄도), 오사카, 나고야, 후쿠오카 등의 도시와 수완나품 공항(방콕)을 연결하는 정기 노선을 운항하고 있다. 일본항공과 전일본공수, 타이 항공과 방콕 항공 등 양국의 주요 항공회사와 델타 항공 등 복수의 항공회사가 1일 1편부터 수편의 직항편을 운행하고 있는 외에도 홍콩과 타이베이를 거쳐서 갈 수도 있다.

## 중화인민공화국과의 관계
타이족은 언어학적으로 중국 남부에 있는 여러 집단과 관련이 있다. 6세기와 7세기에 거쳐 중국 남부에서로부터 동남아시아로 집단 이주가 이루어졌다고 생각된다. 1975년 수교하였다.

## 중화민국과의 관계
중화민국과의 정식 국교는 1975년 중화인민공화국과의 수교로 소멸되었으나, 타이베이 대표부를 개설하고 있다.

## 캄보디아와의 관계
13세기 후반에는 태국의 아유타야 왕조가 크메르 제국을 침공하였다. 1431년의 시암 군대에 의한 앙코르 약탈 이후, 크메르의 조신(朝臣)들과 힌두교적 관습들이 아유타야 왕국으로 대량 유입되어 세련된 궁정의례와 정비된 행정제도를 만들었으며 크메르의 관습과 종교적 의식들이 시암의 궁정 문화에 수용되었다. 딱신 대왕은 1768년 방콕 건너편의 대방콕 일부에 속하는 톤부리를 도읍지로 정하고 스스로 왕위에 올라 라오스·캄보디아까지 세력을 넓혔다. 1907년에는 캄보디아는 샴으로부터 앙코르 부근의 영토를 탈환하였다. 2003년 1월, 프놈펜에서 태국의 인기 여배우의 발언으로 촉발된 앙코르 와트와 관련하여 소요가 발생했는데, 캄보디아의 언론과 훈센 총리까지 곤욕을 치른 사건이었다. 당시 태국은 자국민을 보호하기 위해 국경을 폐쇄하고 전투기를 출격시키는 등의 조치를 취했다. 2003년 3월 21일, 캄보디아 정부에서 태국 대사관을 파괴한 보상금으로 600만 달러의 보상금을 지불하고 국경이 다시 개방되었다. 2008년 태국과의 국경에 위치한 프레아 비히어 사원(크메르어: ប្រាសាទព្រះវិហារ, Preah Vihear Prasat)의 유네스코 세계유산 등록을 둘러싸고 캄보디아와 태국은 사원 인근에 각각 군대를 주둔시켰으며 잦은 충돌이 일어나고 있다.

## 라오스와의 관계
딱신 대왕은 1768년 방콕 건너편의 대방콕 일부에 속하는 톤부리를 도읍지로 정하고 스스로 왕위에 올라 라오스·캄보디아까지 세력을 넓혔다.

## 미얀마와의 관계
수코타이 왕국 시절에도 태국 북부에는 치앙마이를 중심으로 란나타이 왕국이 융성했으며 독립 왕국으로, 또는 버마와 아유타야와 번갈아 가며 동맹을 맺어가며 오랜 기간 동안 존속되다 결국에는 아유타야 왕국의 일부가 되었다. 1569년 미얀마와의 전쟁에서 아유타야가 함락되었고, 1584년 중흥의 시조 나레수안 대왕이 다시 미얀마군을 쳐부수고 태국의 독립을 되찾았다. 4백년 이상 계속된 아유타야 왕국은 1767년 버마의 침략으로 수도가 불타고 6개 부분으로 분열되는 운명을 맞았다. 이때 중국계 장군 딱신 대왕(鄭昭)이 곧바로 군대를 정비해 미얀마군을 무찌르고 태국의 독립을 회복하였다. 그는 타이 왕국을 재통일하여 톤부리에 새로 수도를 정하고 1769년 스스로 왕이 되었다. 차끄리 왕조의 라마 1세(재위 1782년 - 1809년)는 태국 세력을 크게 확장해 미얀마의 타보이까지 지배하였다.

## 말레이시아와의 관계
라마 1세(재위 1782년 - 1809년)는 태국 세력을 크게 확장해 말레이반도의 클란탄까지 지배하였다.

## 영국과의 관계
태국은 1826년 영국과 맺은 친선·통상 조약(Treaty of Amity and Commerce)으로 최초로 동남아시아 지역 서양 열강의 등장을 인정했다. 라마 5세 출라롱콘대왕(재위: 1868년~1910년)은 쇄국 제도를 풀고 개국하여 1855년 영국과 통상 우호 조약을 맺었다. 태국은 영국에게는 말레이 인종이 거주하는 말레이 반도의 크다(Kedah)·프를리스(Perlis)·트렝가누(Terengganu)·클란탄(Kelantan)을 할양하여야 했다. 영국-태국 조약은 시암과 영국령 말라야 사이의 국경을 정했는데 이것이 오늘날의 국경이 되었다. 이때 말라야의 토후국 파타니와 크다의 일부였던 빠따니(Pattani) 주와 얄라(Yala) 주, 나라티왓(Narathiwat) 주, 사뚠(Satun) 주가 태국령이 되었다.

## 프랑스와의 관계
프랑스에게는 메콩 강 왼쪽 연안의 라오스를 떼어주어야 했다.

## 포르투갈과의 관계
16세기 포르투갈인들을 시작으로 아유타야 왕국은 서양과 접촉을 조금 가졌다.

## 미국과의 관계
1833년에는 미국과 시암 간의 외교 관계가 시작되었다. 1945년 일본 패망 이후 태국에서 미국과 영국을 지지했던 이들인 '사리 타이(Saree Thai)'에 힘입어 태국은 미국과 매우 긴밀한 관계를 가졌다.

## 같이 보기
- 태국 주재 외국공관 목록